# Basil Schonland
Basil Ferdinand Jamieson Schonland (né le 2 février 1896 à Grahamstown, Afrique du Sud et mort le 24 novembre 1972 à Winchester) est un physicien sud-africain spécialisé dans la détection de signaux radioélectriques atmosphériques, le radar et l'énergie atomique. Ses recherches sont couronnées de la médaille Hughes.

## Biographie
Fils du botaniste Selmar Schönland et de Flora (née MacOwan), fille du botaniste Peter MacOwan, il fréquente dès 1910 le St. Andrew's College de Grahamstown puis étudie, d'abord à l'Université Rhodes et en 1914 au Gonville and Caius College de Cambridge. Mobilisé en 1915, Schönland sert dans les transmissions en France. Blessé à Arras, il est décoré pour sa bravoure et, démobilisé, peut reprendre ses études à Cambridge en 1919.
Au Laboratoire Cavendish de l'Université de Cambridge, il étudie la diffusion des particules β. En 1922, il retourne en Afrique du Sud, comme conférencier associé, puis professeur de physique de l'Université du Cap. En 1931, il reçoit un chronophotographe de Charles Boys avec lequel il parvient à photographier la foudre. En 1937, il fonde l'Institut Bernard Price de Géophysique à l'Université du Witwatersrand de Johannesburg. Il y reprend ses recherches sur l'électricité atmosphérique et le champ électrique engendré par les nuages et est élu l'année suivante membre de la Royal Society.
Lorsque éclate la Seconde guerre mondiale, il prend le commandement du South African Special Signals Services et s'affaire au développement d'un réseau radar sud-africain. Envoyé en Angleterre en 1941 pour accompagner une livraison d'armes, il y est retenu par son collègue britannique John Cockcroft et placé jusqu'en 1944 à la tête du groupe de recherche opérationnelle de la défense antiaérienne (AORG) à Richmond dans le Surrey.
Mais dès 1945, Jan Christiaan Smuts demande son rappel pour diriger le Council for Scientific and Industrial Research de Pretoria. Il reprend aussitôt ses fonctions de directeur de l’Institut Bernard Price, et exerce les fonctions de chancelier de l’Université Rhodes (1951) ; mais il démissionne en 1962 pour protester contre l'attribution du titre de docteur honoris causa au président Charles Robberts Swart, car ce dernier, en tant que ministre, a appelé à l'extension de la « Loi sur l'Université » (Act 45/1959), inscrivant dans le droit la division des universités selon la race.
Nommé directeur adjoint (1954) puis Directeur de l'Établissement de recherche atomique d'Harwell, il prend la direction du département des Recherches de l'Autorité britannique de l'énergie atomique dès la fondation de cette institution (1960). Il est anobli Knight Bachelor par la reine Élisabeth II en reconnaissance de ses contributions scientifiques.
Il passe sa retraite dans les environs de Winchester (Hampshire), et meurt des suites d'une longue maladie en 1972.